# Lago de Menteith
El lago de Menteith, también conocido como Loch Inchmahome (gaélico escocés: Loch Innis Mo Cholmaig), es un lago en Escocia ubicado en Carse of Stirling, la llanura aluvial de los cursos superiores de los ríos Forth y Teith, aguas arriba de Stirling.

## Nombre
Hasta principios del siglo XIX, se utilizó el nombre escocés más habitual de Loch de Menteith. En el Atlas Blaeu de Escocia, 1654, se nombra como Loch Inche Mahumo. El único asentamiento sobre el lago de Menteith es el puerto de Menteith.

## Geografía
Hay varias islas pequeñas en el lago. En la más grande, Inchmahome, se encuentra el Priorato de Inchmahome, un antiguo monasterio. El priorato sirvió de refugio a María, reina de Escocia, en 1547. Ella tenía solo cuatro años en ese momento y se quedó durante tres semanas después de la desastrosa batalla de Pinkie Cleugh en septiembre de ese año. 
El lago no es particularmente profundo y puede congelarse completamente en inviernos excepcionalmente fríos. Si el hielo se vuelve lo suficientemente grueso, al menos 18 cm, se lleva a cabo en el lago un torneo de curling al aire libre llamado The Bonspiel o Grand Match. El evento puede atraer a miles de jugadores de curling a pesar de su rareza. El último Grand Match se celebró en 1979. El Bonspiel 2010 planeado fue abandonado por motivos de salud y seguridad.

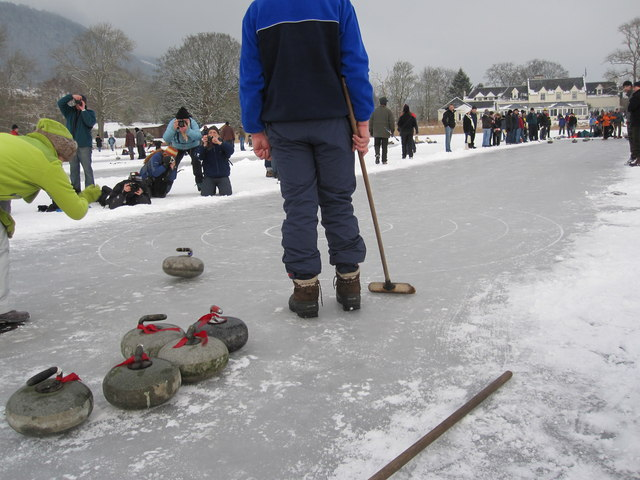
Curling en el Lago de Menteith

El lago de Menteith a menudo se considera el único cuerpo de agua en Escocia que se denomina lago. En realidad, hay otros, algunos de los cuales son cuerpos artificiales: el lago Pressmennan, el lago del Hirsel, el lago Louise (dentro de los terrenos del castillo de Skibo), el lago Raith en Kirkcaldy, el lago Upper y el lago Kelly (ambos cerca de Haddo House), lago Pitfour y lago Cally (cerca de Gatehouse of Fleet). También hay una bahía marina cerca de Kirkcudbright denominada lago de Manxman. Casi todas las demás masas de agua importantes de Escocia se conocen como loch.
Se cree que este nombre inusual se debe a una corrupción de los cartógrafos holandeses del siglo XVI de los escoceses de las tierras bajas Laich o Menteith, donde "laich" simplemente significa "lugar bajo". Alternativamente, el cambio de nombre que tuvo lugar cuando el área fue cartografiada por primera vez por el estudio de artillería del gobierno del Reino Unido en 1838 fue el resultado de que la literatura prominente en ese momento se refiriera al loch como un lago.

## Fuerte romano Malling
Había un fuerte romano asociado con Gask Ridge al oeste del lago. Fue encontrado por David Wilson y Kenneth St Joseph en 1968 cuando estaban realizando un reconocimiento aéreo de Flanders Moss. Después de la fotografía aérea, se tomaron medidas terrestres de resistencia y susceptibilidad magnética. El sitio pudo haber sido conocido como "Lindon" por los romanos.

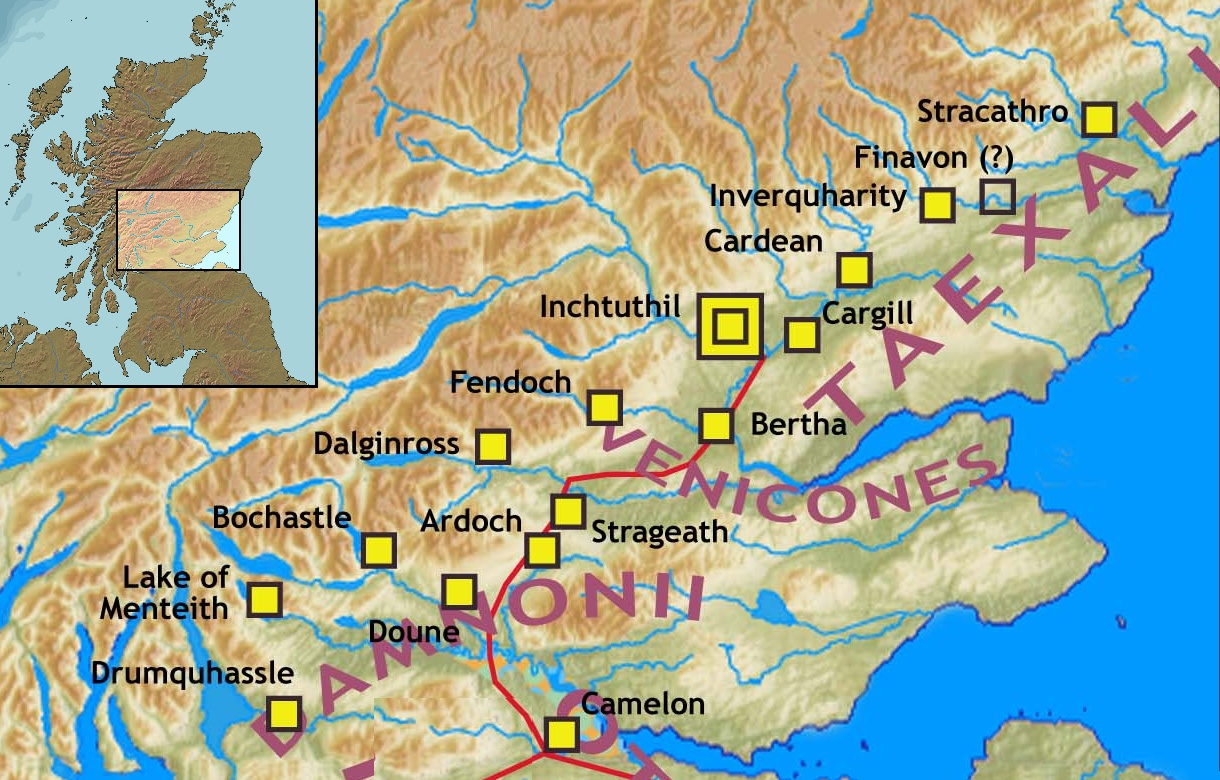
Fuertes y Fortines asociados con Gask Ridge de sur a norte Balmuildy, Cadder, Castlecary, Mumrills, Camelon, Drumquhassle, Malling, Doune, Glenbank, Bochastle, Ardoch, Sheilhill, Strageath, Dalginross, Midgate, Bertha, Fendoch, Cargill, Cardean, Inchtuthil, Inverquharity, Stracathro

## En la cultura popular
En 2020, el lago apareció en el programa Springwatch de la BBC presentado por el fotógrafo de vida salvaje Gordon Buchanan.